# Nii Lamptey
Pour les articles homonymes, voir Lamptey.
 (juin 2009).
Nii Odartey Lamptey (né le 16 décembre 1974 à Accra) est un footballeur ghanéen. Annoncé par Pelé lui-même comme son successeur, Lamptey, star à 15 ans, termine sa carrière en 2008 en Afrique du Sud, dans le club des Jomo Cosmos.

## Biographie
À six ans, Nii Lamptey joue au football. Son talent saute aux yeux de Salifu Abubakari, un riche homme d'affaires qui, malgré la réticence des parents de Nii, l'emmène jouer au Kaalin Stars, un club de football à quatre heures d'Accra.
Après quelques saisons, le jeune ghanéen part pour Cornestone United, un club d'Accra. Nii a alors 14 ans et reçoit après plusieurs matchs avec l'équipe B, une convocation pour jouer la coupe du monde des moins de 16 ans. Il part alors en Écosse, où se déroule la compétition, durant laquelle il sera repéré par des recruteurs.
Lamptey est alors approché par l'agent de Stephen Keshi, capitaine du Nigeria et footballeur connu dans toute l'Afrique.
Contre la volonté de ses parents, Nii fait le voyage jusqu'au Nigeria, caché dans un taxi. Là-bas, il réussit à prendre l'avion pour la Belgique, et Anderlecht, en se faisant passer pour le fils de Keshi.
À Anderlecht, Lamptey signe son premier contrat professionnel, mais, ne sachant pas lire, il est lié à Antonio Caliendo, qui le fera transférer au PSV Eindhoven contre son gré, puis, malgré une bonne saison en Hollande, le poussera à partir vers Aston Villa Football Club, en Angleterre. Ensuite, Caliendo le fera transférer à Venise, et enfin en Argentine, à l'Union de Santa Fé.
Finalement, l'agent laissera Nii tout seul après la mort du fils du jeune Ghanéen.

## Carrière en club

### Anderlecht
Arrivé à Anderlecht à 15 ans, Nii ne peut pas jouer en championnat de Belgique et s'entraîne avec les équipes de club et la réserve.
C'est seulement le 16 décembre 1990 qu'il effectue sa « grande première ». Lors d'un match de ligue nationale, son entraîneur le fait rentrer à 20 minutes de la fin, et le jeune Lamptey le remercie en inscrivant son premier but sous le maillot d'Anderlecht.
Durant sa première saison, Lamptey inscrira 7 buts en 14 matchs, et remportera le championnat de Belgique. C'est pendant cette année 1991 que Lamptey et le Ghana remporteront la coupe du monde de football des moins de 17 ans.
Cependant, durant sa deuxième saison en Belgique, une blessure éloigne Nii des terrains. Celui-ci se reprend l'année suivante, mais brille surtout en sélection, en atteignant la finale de la Coupe d'Afrique des nations 1992 et en obtenant la médaille de bronze avec le Ghana lors des Jeux olympiques de Barcelone.

### Le PSV Eindhoven
Malgré cette dernière saison où Lamptey s'est bien remis de sa blessure, son agent, Caliendo, et le club d'Anderlecht le transfèrent au PSV Eindhoven pour la saison 1993-1994. Durant cette année passée aux Pays-Bas, Nii terminera meilleur buteur du club, avec 10 réalisations en 25 matches.
Le Ghanéen remplacera Romário pendant cette année, où il réalisera un doublé contre l'ennemi juré du PSV : l'Ajax Amsterdam.

### Aston Villa
En dépit d'une saison qui se révélera la meilleure de Lamptey, Caliendo, pour faire fructifier le talent de son joueur, mais surtout pour des raisons de profit, négocie le transfert de Nii vers le club anglais d'Aston Villa. Il y fait des débuts fracassants, en inscrivant un but lors de son premier match, puis perd pied, et se blesse.
C'est alors que Ron Atkinson, l'entraîneur qui le protégeait des mauvaises intentions de Caliendo, est renvoyé.
C'est un coup dur pour Lamptey, qui n'apparaîtra plus en équipe première.

### Autres clubs
C'est le début d'une série d'échecs pour le Ghanéen : Caliendo va le trimballer en Angleterre (Coventry City), à Venise (Venezia Calcio) et en Argentine, à l'Union de Santa Fé, clubs dans lesquels il ne restera qu'une saison.
En Argentine, son fils, Diego (nommé ainsi en hommage à Diego Maradona), meurt des suites d'une maladie.
Caliendo, qui se dit qu'il ne pourra plus utiliser Nii, s'éclipse.
Après quelques mois d'arrêt, Lamptey reprend sa route, et pour gagner de l'argent, il va jouer en Turquie, au Portugal, en Allemagne, en Chine et à Dubaï, pays où il restera un an à chaque fois.
En 2004, il revient jouer au Ghana, à l'Asante Kotoko, où il restera trois saisons. Depuis 2007, il est en contrat avec un club d'Afrique du Sud, le Jomo Cosmos. À la fin de sa carrière, Nii a joué sur quatre continents, dans dix équipes différentes, en disputant moins de 200 matches professionnels.

## Carrière en équipe nationale

### Coupe du monde des moins de 16 ans
En Écosse, Nii dispute sa première compétition officielle avec le maillot du Ghana. Malgré l'élimination précoce de son équipe, il est repéré par des recruteurs européens.

### Coupe du monde des moins de 17 ans 1991
C'est en Angleterre que Lamptey aura livré la meilleure performance de sa carrière, et qu'il se révélera aux yeux du monde entier. Capitaine de l'équipe, le Ghanéen finira meilleur joueur et meilleur buteur de la compétition devant d'autres espoirs, Alessandro Del Piero et Juan Sebastián Verón.

### Coupe d'Afrique des nations 1992
Avec le Nigeria, le Ghana est la meilleure équipe de poules dans cette Coupe d'Afrique des nations. L'équipe de Lamptey éliminera ensuite le Congo et le Nigeria avant d'être battue en finale par la Côte d'Ivoire, dans un tournoi éclaboussé par le talent d'Abédi Pélé.

### JO de Barcelone 1992
Lors des Jeux olympiques de Barcelone, le Ghana atteindra les demi-finales avant d'être battu par l'Espagne. Cependant, Lamptey et les siens décrochent une médaille de bronze en battant l'Australie.

### CAN 1996
Cette compétition marque la fin des sélections de Lamptey, qui, exclu en demi-finale, rompt avec la fédération ghanéenne.

## Palmarès
À 22 ans (âge où il a décidé d'arrêter les sélections), Nii aura marqué 8 buts en 38 sélections.
- Champion du monde cadet.
- Championnat de Belgique de football 1991 et 1993.